# Brusel severní nádraží
Brusel severní nádraží (francouzsky Bruxelles-Nord, nizozemsky Brussel-Noord) je jedno ze železničních nádraží v Bruselském regionu. Nachází se severně od centra města Brusel, ve městě Schaerbeek. 
Na nádraží zastavují příměstské, regionální, ale i mezistátní vlaky, které přijíždějí do belgické metropole z Německa a Nizozemska. Týdně využije stanici 200 000 cestujících.
Původní nádraží, kudy projel jeden z prvních vlaků po evropském kontinentu, se nacházelo jižněji od toho současného, u stanice metra Botanique (Botanické zahrady). V roce 1952 byl nicméně dokončen železniční průtah městem, v rámci něhož bylo staré nádraží zbouráno a modernější vybudováno o něco severněji, dále od Rogierova náměstí. Původní budova z poloviny 50. let poté byla o třicet let později rozšířena a kolem ní vyrostla obchodní čtvrť výškových budov. Železniční nádraží v současné době také slouží i pro odjezdy mezinárodních i regionálních autobusů.